# باشگاه فوتبال استقلال رشت
باشگاه فوتبال استقلال رشت یک باشگاه فوتبال در شهرستان رشت بود که در سال ۱۳۶۲ توسط خوشکلام تاسیس شد.
این تیم به همراه سپیدرود رشت دو قطب فوتبال رشت را تشکیل داد و به مدت دو دهه نماینده فوتبال رشت در مسابقات لیگ گیلان و دسته یک کشوری بود. 

## پیشینه
این تیم بعدها به گاز رشت و سپس شهرداری رشت و سپس استقلال شهرداری رشت و سپس پگاه گیلان و سپس داماش ایرانیان تغییر نام داد و در نهایت با دستور دادستانی به مزایده گذاشته شد و از استان گیلان خارج و به تهران منتقل شد و اکنون با نام داماش ایرانیان تهران در دسته اول فوتبال باشگاه های تهران فعالیت دارد.